# Eyarkot
Eyarkot (en népalais : अयारकोट) est un comité de développement villageois du Népal situé dans le district de Darchula. Au recensement de 2011, la ville comptait 2 536 habitants.